# Nižný Žipov
Nižný Žipov – wieś (obec) na Słowacji położona w kraju koszyckim, w powiecie Trebišov. Pierwsze wzmianki o miejscowości pochodzą z 1221 roku. 
Według danych z dnia 31 grudnia 2012 roku, wieś zamieszkiwało 1457 osób, w tym 750 kobiet i 707 mężczyzn.
W 2001 roku rozkład populacji względem narodowości i przynależności etnicznej wyglądał następująco:
- Słowacy – 95,92%
- Czesi – 0,08%
- Romowie – 3,3%
- Węgrzy – 0,39%

Ze względu na wyznawaną religię struktura mieszkańców kształtowała się w 2001 roku następująco:
- Katolicy rzymscy – 71,51%
- Grekokatolicy – 21,11%
- Ewangelicy – 0,55%
- Prawosławni – 0,55%
- Ateiści – 0,39%
- Nie podano – 0,63%